# IC 5269
IC 5269 — галактика типу SB0 (компактна витягнута галактика) у сузір'ї Південна Риба.
Цей об'єкт міститься в оригінальній редакції індексного каталогу.